# Bahatcheve
Bahatcheve (en ukrainien : Багачеве) est une ville de l'oblast de Tcherkassy, en Ukraine. Sa population s'élevait à 15 763 habitants en 2022.

## Géographie
Bahatcheve est située à 87 km au sud-ouest de Tcherkassy.

## Histoire
La ville a été fondée peu après la Seconde Guerre mondiale, en 1947, et nommée en l'honneur du général soviétique Nikolaï Fedorovitch Vatoutine, mort à la suite d'une embuscade tendue par des nationalistes ukrainiens, en 1944. Les premiers bâtiments de la ville furent, entre autres, construits par des prisonniers de guerre allemands.
Le 3 avril 2024, la Commission de la Verkhovna Rada d'Ukraine sur l'organisation du pouvoir d'État, l'autonomie locale, le développement régional et l'urbanisme a soutenu le changement de nom de la ville en Bahatcheve.  Le 19 septembre 2024, la Verkhovna Rada a soutenu le changement de nom de Vatoutine en Bahatcheve.  Et le 26 septembre, la production est devenue effective.

## Population
Recensements (*) ou estimations de la population :
| 1959*  | 1970*  | 1979*  | 1989*  | 2001*  |
| ------ | ------ | ------ | ------ | ------ |
| 11 946 | 15 287 | 18 612 | 20 362 | 20 156 |

| 2009   | 2010   | 2011   | 2012   | 2013   |
| ------ | ------ | ------ | ------ | ------ |
| 18 217 | 18 034 | 17 826 | 17 731 | 17 563 |

## Économie
Jusque dans les années 1990, l'économie locale reposait sur l'exploitation du charbon. Mais depuis la dislocation de l'Union soviétique, l'exploitation minière et les industries annexes ont cessé leur activité.

## Transports
Bahatcheve se trouve à 117 km de Tcherkassy par le chemin de fer et à 101 km par la route.